# Reino Shu

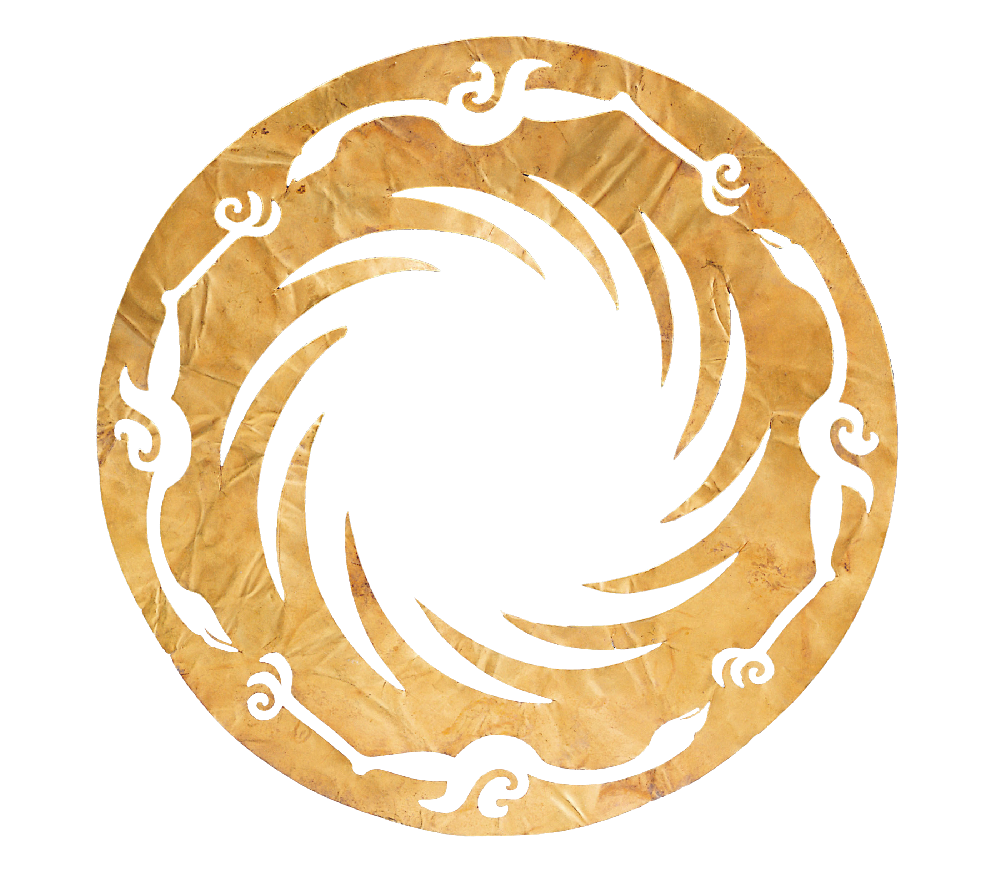
El «pájaro dorado del sol», se cree que es el tótem del antiguo pueblo del reino Shu.

Zona de Sichuan en el, antes de la conquista Qin.

Shu (en chino tradicional y simplificado, 蜀; pinyin, Shǔ; Wade-Giles, Shu3; transcripción antigua, Shuh; pinyin sichuanés, Su2) fue un reino antiguo en lo que hoy es la provincia de Sichuan, en China, específicamente en la llanura de Chengdu, al oeste de la cuenca de Sichuan, aunque con alguna extensión al nordeste del alto río Han. Al este estaba el estado Ba y los ríos Han y Yangtsé le separaban del estado Chu, y al norte la cordillera Qin la separaba el estado homónimo. Al oeste y sur había tribus nómadas de poca importancia.
La expulsión de la dinastía Zhou en 771 a. C. del río Wei significó un mayor aislamiento para Shu del resto de China. En 666 a. C. un hombre de Chu, llamado Bieling (鱉靈) y fundó una dinastía que duró hasta el fin del estado. En 474 a. C., emisarios de Shu presentaron regalos al duque de Qin, siendo la primera relación registrada entre ambos estados. En 387 a. C. Shu envió tropas que avanzaron hasta las cercanías de Yong, capital de Qin, y se enfrentaron cerca de Hanzhong, en el curso superior del Han. 
Gracias a las reformas de Shang Yang Qin prosperó en un sistema de gobierno centralizado y eficiente. En 337 a. C. se construía un camino a través de la cordillera Qin para mejorar el comercio. Veintiún años después, el marqués de Zu intentó hacerse con el camino, lo que comenzó una guerra entre él y Ba contra Shu. Qin decidió dejar de intentar expandirse hacia la llanura oriental y aprovechar para conquistar los ricos recursos de la cuenca. Dos ejércitos Qin avanzaron sobre su vecino y confluyeron en el río Jialing, cerca de Jaimeng. Tras varias derrotas, el rey de Shu fue muerto. Después de esto, Qin decidió conquistar Ba y Zu para evitar que se unieran a Chu. 
En 314 a. C. se decidió dejar al príncipe local gobernar como marqués en apoyo de un gobernador Qin, pero tres años hubo una revuelta y fue ejecutado. Hubo otro levantamiento en 301 a. C., finalmente en 285 a. C. se impuso en Shu la organización política de Qin como una provincia más.